# Secrétaire médical
Un/une secrétaire médical(e) est un travailleur exerçant des fonctions de secrétariat pour le compte d'un ou plusieurs médecins dans un cabinet médical.

## Description du métier
Un/une secrétaire médical(e) se doit de :
- tenir le standard téléphonique du cabinet
- répondre aux requêtes des patients
- les informer sur les horaires d'ouverture du cabinet
- les informer sur les horaires de visite à domicile du médecin
- savoir prendre les rendez-vous du ou des médecins composant le cabinet
- savoir décommander un rendez-vous sur demande du patient ou du médecin
- savoir gérer l'agenda et le planning du ou des médecins composant le cabinet
- savoir gérer le courrier de l'équipe médicale
- savoir accueillir les patients dans le cabinet
- savoir les diriger, les accompagner vers la salle d'attente
- savoir sortir les dossiers médicaux des patients avant leur arrivée
- savoir gérer, saisir, archiver les coordonnées et les dossier médicaux des patients
- savoir saisir les comptes rendus des consultations
- savoir déterminer si la situation est urgente ou non
- participer aux réunions et à leur organisation
- savoir, sur demande du médecin, assister ce dernier lors des soins: préparation du matériel, des appareils (voir Dispositif médical)
- savoir rédiger les actes médicaux
- savoir gérer les situations stressantes au cabinet
- savoir organiser sa journée et être autonome

Un/une secrétaire médical(e) se doit aussi :
- d'être organisé(e)
- d'être patient(e), à l'écoute
- d'être souriant(e), aimable et poli(e)
- d'avoir une attitude et une tenue vestimentaire respectueuse vis-à-vis des patients et de l'équipe médicale
- de respecter la discrétion
- d'avoir de bonnes bases en orthographe ainsi qu'en comptabilité
- d'être tenu(e) au secret professionnel au même titre qu'un médecin
- maîtriser la bureautique
- d'être à l'aise avec les termes médicaux (voir Encyclopédie médicale)

## Études et formations
Il n’existe aucun diplôme d'État spécifique à cette profession. Cependant, une possibilité d'être formé(e) au sein d'une structure telle que : 
- un cabinet médical
- un laboratoire
- un hôpital
- une clinique
- un centre de radiologie médicale
- une maison de retraite (pour personne agée)
- une crèche, etc.

.... permettra au postulant d'avoir de bonnes bases en la matière et ainsi pouvoir obtenir un titre ou un certificat reconnu par le domaine médical.
Cependant, il est d'usage d'avoir : 
- un niveau baccalauréat et quelques années d’expérience dans le domaine
- un baccalauréat; de préférence en gestion administration ou en science et technologie de la santé et du social.